# Bajan nuruu
Bajan nuruu (Góry Chubsugulskie; mong.: Баян нуруу, dosł. "bogate, obfite góry") – góry w północnej Mongolii, na wschód od jeziora Chubsuguł. Wschodnia część gór należy do zlewni jeziora Chubsuguł i leży na obszarze Parku Narodowego Jeziora Chubsuguł. Część zachodnia gór Bajan nuruu stanowi północno-wschodnią krawędź Kotliny Darchadzkiej. Zbudowane są z prekambryjskich skał powstałych w czasie najstarszych ruchów górotwórczych, orogenezy kaledońskiej. Góry, choć ich wysokość waha się od 2000 m n.p.m. do 3193 m n.p.m., nie posiadają typowej rzeźby alpejskiej. Stoki gór są łagodne, a wierzchołki płaskie. Najwyższym szczytem jest Cömörlög uul, który sięga 3193 m n.p.m. Występują tu również wierzchołki pochodzenia wulkanicznego, np. wygasły wulkan Uran dösz uul, który wznosi się na wysokość 2791,9 m n.p.m.